# Singapore Airlines Cargo
Singapore Airlines Cargo is de vrachtdivisie van de luchtvaartmaatschappij Singapore Airlines. Deze luchtvrachtmaatschappij heeft Singapore als thuisbasis. 

## Geschiedenis
Op 1 juli 2001 nam deze luchtvaartmaatschappij alle vrachtactiviteiten van haar moedermaatschappij over, een groot deel van de vracht wordt echter nog wel in bagageruimen van de passagiersvliegtuigen van Singapore Airlines vervoerd. Het is een oprichtend lid van de WOW Alliance, een luchtvaartalliantie voor vrachtmaatschappijen.

## Hubs
- Amsterdam Airport Schiphol
- Brussels Airport
- Internationale Luchthaven Changi
- Internationale Luchthaven Sharjah

## Vloot
- 14 Boeing B747-412F